# Alias (日本のバンド)
Alias（エイリアス）は、日本のインディーズロックバンド。但し居住地が異なり、国外を拠点とするメンバーもいる。楽曲制作やリリースまでインターネット上で行うバーチャルバンドのような形態だが、メンバーは実在するミュージシャンで、それぞれの分野で活動中。2012年4月に台湾のロックフェスに出演、5月にはCDリリースを持って台湾進出が決定した。（台湾での表記はAlias樂團）

## 音楽性
スタンダードな4ピーススタイルに、中国の伝統楽器である二胡を加えた編成。イントロやソロパートも基本的に二胡が担っている。
曲調は通俗的なメロディー主体で、ワールドミュージックやダンスミュージックを意識したアレンジ（または楽曲そのもの）が多い。ドラマーが演奏せず、打ち込みやサンプリングを用いた楽曲も度々発表されており、単純にロックバンドとして捉えにくい一面もある。KiYOは「アニソンやゲームミュージックと呼ばれているものに近いかもしれない」音楽だとしている。

## バンド名の由来
直訳すると"別名"という意味を持ち、"（Mac OSにおける）ショートカットアイコン"の事を指す。米ニュースサイトのインタビューではKiYOが「実在するミュージシャンによるオンラインバンド」「様々な障壁（国境、ジャンル、キャリアなど）を破壊する」「RPGのキャラクターみたいになりたい」といった主旨の表現をしている。
また同インタビューでKiYOは「結成以降、色々な人との出会いを経て（バンド名の持つ意味が）"誰もがなりたいものになれるように"といったものに変わってきたと思う」とも発言している。

## メンバー
|                | パート           | 居住地       | 備考 |
| -------------- | ---------------- | ------------ | --- |
| Mai            | ボーカル、ピアノ | 大阪         | 全ての曲の作詞を担当している。蓮をこよなく好む。ハンドクラフトが得意で、作品もブログで紹介されている。 |
| Tomo（浅葉智） | ギター           | ニューヨーク | echostreamのギタリスト。アメリカ3大ロックフェスの一つ「Bonnaroo Music and Arts Festival」や、全米人気TV番組「The Bonnie Hunt Show」に出演するなど、現地での露出も多い。国籍、人種を問わず多くのミュージシャンと共演し、ヨーロッパにも活躍の場を広げている。Aliasではピアノやアコースティックギターを演奏している曲もある。 |
| Mii            | ベース           | 大阪         | フリーの女性ベーシスト。多彩なジャンルのライブサポートを請け負っている。ブログにはしばしばコスプレ姿の写真がアップされる。作曲も担当。 |
| KiRiKo（桐子） | 二胡             | 東京         | 6歳から二胡を続けており、中国全土で開催された「CCTV民族楽器コンテスト」で外国人部門銀賞を受賞するなど、多くの実績を持つ。2012年まで北京の音楽学校に留学していた が、現在は東京で活動中。ラブライブ!フリークを公言しており、2014年よりニコニコ動画にてラブライブ!関連曲の演奏動画を公開。自身も同作品のキャラクターである矢澤 にこに扮して出演。いずれの動画も好評を博し、複数のニュースサイトにまで取り上げられる事態となる。 |
| KiYO           | ドラム           | 大阪・台湾   | プロデューサー（CDクレジットより）ほぼ全ての曲の作曲とキーボードも担当。Maiからはリーダーと呼ばれている。現在は東アジアを中心に、各国のアーティスト、タレントの音源制作やサポートにも従事。大阪のコミュニティFMにもパーソナリティとして出演中。代表を務める総合プロデュース集団「i2 Creative Japan」のプロフィールや本人のTwitterでは「大阪と台湾に在住」となっている。自称「聖闘士星矢ヲタ」                                 |

### 過去のメンバー
Kurenai（キーボード）
- ミニアルバム「evermore」まで参加しているが、脱退時期は不明。

RYUTARO（アコースティックギター）
- 元TAIJI with HEAVEN'Sのギタリスト。「evermore」「Here」に参加。

## 経歴
- Tomo、KiYOを中心に結成[7]。
- 2009年7月、音楽SNSのMySpaceに「evermore」「evermore ~Erhu version~（実質ボーカル無しのカラオケバージョン）」を配信。
- 2009年9月、「evermore」がMySpaceのうたフルダウンロードランキング初登場1位を獲得。モバイル版のPower Pushでは、ネクストブレイカーとしてピックアップされた。
- 2009年10月、全国誌「MySpace From JP.」10月号にインタビュー記事が掲載。
- 2010年4月、MySpace上に「ツメタイナミダ（Cold Tears）」を公開。アクセスランキングで1位を獲得していた事を、TomoとKiYOがそれぞれブログ上でキャプチャー画像と共に報告した[8]。
- 2010年9月、Facebookページを開設。以降メンバーのビジュアルがイラストに変わっている。
- 2011年6月15日、デジタルシングル「雪華 -Setsu ka-」をFacebookページ限定で無料配信。
- 2011年7月31日、初のミニアルバム「evermore」を配信リリース。公式サイトでは収録曲の歌詞をPDFファイルで公開した。全曲英訳とローマ字による発音が並記されており、楽曲を購入しなくてもダウンロードできるようになっている。現在も入手可能。
- 2011年8月、「evermore」が Amazon mp3のロックベストセラー2位を獲得した事を、各メンバーがブログで報告した。当時のキャプチャー画像も記事にアップされている。
- 2012年4月6日、台湾の最南端墾丁で開催されたアジア最大級の野外ロックフェス「春天吶喊(Spring Scream)」に出演。これがAliasの初ライブとなった。直前に出演したラジオでは、「メンバー全員が同じ場所に揃うのも初めて」と語っている[9]。
- 2012年5月4日、台湾デビュー盤となる初のCDをリリース。アルバムタイトルは「Alias」となっている。
- 2012年末〜2013年始めにかけて、公式Facebookページ上にて「不得不愛（潘瑋柏と弦子によるヒットソング）」のカバーバージョンが公開された。タイトルは「不得不愛(I Can't Stop Loving You)」となっている。同曲について何の発表も無く、また販売はされておらず楽曲の一部のみが試聴できる状態になっている。
- 2013年12月、世界111ヶ国のiTunesストアでフルアルバム「Alias」の配信が決定。また「本リリース発表をもって第1期Aliasとしての活動を終了。第2期活動開始に向け充電期間に」とエージェントサイトのバンドプロフィールにて発表された[10]。

## 作品

### 配信
- evermore（2009年7月〜）
現在は入手不可。
- ツメタイナミダ (Cold Tears)（2010年4月〜）
複数のレーベルからリリースされている。
- 雪華 -Setsu ka-（2011年6月15日）
公式Facebookで「いいね！」をクリックすれば無料でダウンロードできる。現在も入手可能。
- evermore (ミニアルバム)（2011年7月31日）
iTunes Store、Amazon mp3でリリースされた。
- True（2011年8月〜）
着うたフル。ミニアルバム「evermore」から携帯電話向け音楽配信ストア等でシングルカット配信された。

### CD
- Alias（2012年5月4日）FPML-006
台湾デビュー盤。ミニアルバム「evermore」に「Freeze」と「追憶」を新たに加えた内容になっている。

### その他
- Absolute J-Rock（2012年2月14日）
『Valleyarm（オーストラリア）』主催のコンピレーションアルバム。「ツメタイナミダ（Cold Tears）」で参加。
- 不得不愛(I Can't Stop Loving You)（公開時期不明）
公式Facebookページにて試聴可能。